# 李清念
李清念（1981年3月23日—），中国射击运动员，2010年亚洲运动会女子双多向飞碟和女子双多向飞碟团体金牌得主、2018年亚洲运动会女子双多向飞碟金牌得主、2023年世界射击锦标赛女子多向飞碟团体铜牌得主。